# Jedlina (Silésie)
Pour les articles homonymes, voir Jedlina.
Jedlina est une localité polonaise de la gmina de Bojszowy, située dans le powiat de Bieruń-Lędziny en voïvodie de Silésie.